# Taenaris merana
Taenaris merana är en fjärilsart som beskrevs av Hans Fruhstorfer 1904. Taenaris merana ingår i släktet Taenaris och familjen praktfjärilar. Inga underarter finns listade i Catalogue of Life.